# پس از آلیس
پس از آلیس (انگلیسی: After Alice) فیلمی در ژانر مهیج به کارگردانی پل مارکوس است که در سال ۲۰۰۰ منتشر شد. از بازیگران آن می‌توان به کیفر ساترلند اشاره کرد.

## خلاصه فیلم
یک بازرس که در مورد پرونده یک قاتل سریالی تحقیق می‌کند به قابلیت‌های عجیب خود پی می‌برد. قاتل علاقه شدیدی به رمان "آلیس در سرزمین عجایب" دارد و...